# 대한민국 형사소송법 제164조
대한민국 형사소송법 제164조는 신문의 청구에 대한 형사소송법의 조문이다.

## 조문
제164조(신문의 청구) ① 검사, 피고인 또는 변호인이 증인신문에 참여하지 아니할 경우에는 법원에 대하여 필요한 사항의 신문을 청구할 수 있다.
②피고인 또는 변호인의 참여없이 증인을 신문한 경우에 피고인에게 예기하지 아니한 불이익의 증언이 진술된 때에는 반드시 그 진술내용을 피고인 또는 변호인에게 알려주어야 한다.
③ 삭제  <1961.9.1.>

第164條(訊問의 請求) ① 檢事, 被告人 또는 辯護人이 證人訊問에 參與하지 아니할 境遇에는 法院에 대하여 必要한 事項의 訊問을 請求할 수 있다.
②被告人 또는 辯護人의 參與없이 證人을 訊問한 境遇에 被告人에게 豫期하지 아니한 不利益의 證言이 陳述된 때에는 반드시 그 陳述內容을 被告人 또는 辯護人에게 알려주어야 한다.
③ 削除  <1961.9.1.>

## 참고 문헌
- 손동권 신이철, 새로운 형사소송법(초판, 2013), 세창, 2013. ISBN 9788984114081